# Saurita araguana
Saurita araguana là một loài bướm đêm thuộc phân họ Arctiinae. Loài này được Max Wilhelm Karl Draudt mô tả năm 1931. Loài này có ở  Brasil.